# James McLane
Pour les articles homonymes, voir McLane.
James Price McLane, Jr., né le 13 septembre 1930 à Pittsburgh et mort le 13 décembre 2020 à Ipswich (Massachusetts), est un ancien nageur américain des années 1940 et 1950 spécialisé en nage libre. 
Il a notamment au cours de sa carrière remporté trois titres olympiques : sur le 1 500 m nage libre et relais 4 × 200 m nage libre aux Jeux olympiques d'été de 1948 à Londres (Royaume-Uni), et le relais 4 × 200 m nage libre aux Jeux olympiques d'été de 1952 à Helsinki (Finlande).